# یواس‌اس سمینول (ای‌کی‌ای-۱۰۴)
یواس‌اس سمینول (ای‌کی‌ای-۱۰۴) (به انگلیسی: USS Seminole (AKA-104)) یک کشتی بود که طول آن ۴۵۹ فوت ۲ اینچ (۱۳۹٫۹۵ متر) بود. این کشتی در سال ۱۹۴۴ ساخته شد.